# Parwa liga 2025/26
Die Parwa liga 2025/26 (offiziell: efbet Liga nach dem Ligasponsor Efbet) ist die 102. Saison der höchsten bulgarischen Fußballspielklasse und die zehnte unter dem reformierten Modus der Parwa liga (deutsch Erste Liga). Sie soll am 18. Juli 2025 beginnen und am 29. Mai 2026 enden.

## Mannschaften
| Team                     | Stadt        | Heimstadion                           | Kapazität |
| ------------------------ | ------------ | ------------------------------------- | --------- |
| Arda Kardschali          | Kardschali   | Arena Arda                            | 11.114    |
| Beroe Stara Sagora       | Stara Sagora | Beroe-Stadion                         | 12.128    |
| Botew Plowdiw            | Plowdiw      | Christo-Botew-Stadion                 | 18.777    |
| FC Botew Wraza           | Wraza        | Christo-Botew-Stadion                 | 12.000    |
| PFC Dobrudscha Dobritsch | Dobritsch    | Spartak-Stadion (Warna)               | 06.000    |
| Lewski Sofia             | Sofia        | Georgi-Asparuchow-Stadion             | 25.000    |
| Lokomotive Plowdiw       | Plowdiw      | Lokomotiw-Stadion                     | 13.220    |
| Lokomotive Sofia         | Sofia        | Lokomotiw-Stadion                     | 22.000    |
| Ludogorez Rasgrad        | Rasgrad      | Arena Ludogorez                       | 10.422    |
| PFK Montana              | Montana      | Ogosta-Stadion                        | 06.000    |
| Septemwri Sofia          | Sofia        | Lokomotiw-Stadion (Sofia)             | 01.700    |
| Slawia Sofia             | Sofia        | Stadion Aleksandar Schalamanow        | 25.556    |
| Spartak Warna            | Warna        | Spartak-Stadion                       | 06.000    |
| Tscherno More Warna      | Warna        | Titscha-Stadion                       | 08.250    |
| ZSKA Sofia               | Sofia        | Wassil-Lewski-Nationalstadion (Sofia) | 44.000    |
| ZSKA 1948 Sofia          | Bistriza     | Bistriza-Stadion                      | 02.000    |

## Reguläre Saison
Die 16 Vereine spielen zunächst in einer Doppelrunde die reguläre Saison aus. Diese Tabelle dient als Grundlage für die Qualifikation zu verschiedenen Platzierungsrunden. Die vier bestplatzierten Vereine erreichen die Meisterschaftsrunde, die Teams auf den Plätzen fünf bis acht spielen in den UEFA-Conference-League-Playoffs um einen möglichen internationalen Startplatz, während die Mannschaften auf den Plätzen neun bis sechzehn in die Abstiegsrunde gehen, um den Relegationsteilnehmer und die Absteiger zu ermitteln.

### Tabelle
| Pl. | Verein                       | Sp. | S | U | N | Tore    | Diff. | Punkte |
| --- | ---------------------------- | --- | - | - | - | ------- | ----- | ------ |
| 1.  | Ludogorez Rasgrad (M, P)     | 0   | 0 | 0 | 0 | 000:000 | ±0    | 0      |
| 2.  | Lewski Sofia                 | 0   | 0 | 0 | 0 | 000:000 | ±0    | 0      |
| 3.  | Tscherno More Warna          | 0   | 0 | 0 | 0 | 000:000 | ±0    | 0      |
| 4.  | Arda Kardschali              | 0   | 0 | 0 | 0 | 000:000 | ±0    | 0      |
| 5.  | ZSKA Sofia                   | 0   | 0 | 0 | 0 | 000:000 | ±0    | 0      |
| 6.  | Botew Plowdiw                | 0   | 0 | 0 | 0 | 000:000 | ±0    | 0      |
| 7.  | Spartak Warna                | 0   | 0 | 0 | 0 | 000:000 | ±0    | 0      |
| 8.  | Beroe Stara Sagora           | 0   | 0 | 0 | 0 | 000:000 | ±0    | 0      |
| 9.  | Slawia Sofia                 | 0   | 0 | 0 | 0 | 000:000 | ±0    | 0      |
| 10. | Lokomotive Sofia             | 0   | 0 | 0 | 0 | 000:000 | ±0    | 0      |
| 11. | ZSKA 1948 Sofia              | 0   | 0 | 0 | 0 | 000:000 | ±0    | 0      |
| 12. | Septemwri Sofia              | 0   | 0 | 0 | 0 | 000:000 | ±0    | 0      |
| 13. | Lokomotive Plowdiw           | 0   | 0 | 0 | 0 | 000:000 | ±0    | 0      |
| 14. | FC Botew Wraza               | 0   | 0 | 0 | 0 | 000:000 | ±0    | 0      |
| 15. | PFC Dobrudscha Dobritsch (N) | 0   | 0 | 0 | 0 | 000:000 | ±0    | 0      |
| 16. | PFK Montana (N)              | 0   | 0 | 0 | 0 | 000:000 | ±0    | 0      |

Platzierungskriterien: 1. Punkte – 2. Direkter Vergleich (Punkte, Tordifferenz, geschossene Tore) – 3. Tordifferenz – 4. geschossene Tore

| (M) | amtierender bulgarischer Meister      |
| (P) | amtierender bulgarischer Pokalsieger  |
| (N) | Aufsteiger aus der Wtora liga 2024/25 |

### Kreuztabelle
Die Kreuztabelle stellt die Ergebnisse aller Spiele dieser Saison dar. Die Heimmannschaft ist in der linken Spalte, die Gastmannschaft in der oberen Zeile aufgelistet.
| 2025/26              | ARD | Beroe Stara Sagora | Botew Plowdiw | Botew Wraza | DOB | Lewski Sofia | Lokomotive Plowdiw | Lokomotive Sofia | Ludogorez Rasgrad | PFK Montana | Septemwri Sofia | Slawia Sofia | Spartak Warna | Tscherno More Warna | ZSKA | 1948 |
| -------------------- | --- | ------------------ | ------------- | ----------- | --- | ------------ | ------------------ | ---------------- | ----------------- | ----------- | --------------- | ------------ | ------------- | ------------------- | ---- | ---- |
| Arda Kardschali      |     | :                  | :             | :           | :   | :            | :                  | :                | :                 | :           | :               | :            | :             | :                   | :    | :    |
| Beroe Stara Sagora   | :   |                    | :             | :           | :   | :            | :                  | :                | :                 | :           | :               | :            | :             | :                   | :    | :    |
| Botew Plowdiw        | :   | :                  |               | :           | :   | :            | :                  | :                | :                 | :           | :               | :            | :             | :                   | :    | :    |
| Botew Wraza          | :   | :                  | :             |             | :   | :            | :                  | :                | :                 | :           | :               | :            | :             | :                   | :    | :    |
| Dobrudscha Dobritsch | :   | :                  | :             | :           |     | :            | :                  | :                | :                 | :           | :               | :            | :             | :                   | :    | :    |
| Lewski Sofia         | :   | :                  | :             | :           | :   |              | :                  | :                | :                 | :           | :               | :            | :             | :                   | :    | :    |
| Lokomotive Plowdiw   | :   | :                  | :             | :           | :   | :            |                    | :                | :                 | :           | :               | :            | :             | :                   | :    | :    |
| Lokomotive Sofia     | :   | :                  | :             | :           | :   | :            | :                  |                  | :                 | :           | :               | :            | :             | :                   | :    | :    |
| Ludogorez Rasgrad    | :   | :                  | :             | :           | :   | :            | :                  | :                |                   | :           | :               | :            | :             | :                   | :    | :    |
| PFK Montana          | :   | :                  | :             | :           | :   | :            | :                  | :                | :                 |             | :               | :            | :             | :                   | :    | :    |
| Septemwri Sofia      | :   | :                  | :             | :           | :   | :            | :                  | :                | :                 | :           |                 | :            | :             | :                   | :    | :    |
| Slawia Sofia         | :   | :                  | :             | :           | :   | :            | :                  | :                | :                 | :           | :               |              | :             | :                   | :    | :    |
| Spartak Warna        | :   | :                  | :             | :           | :   | :            | :                  | :                | :                 | :           | :               | :            |               | :                   | :    | :    |
| Tscherno More Warna  | :   | :                  | :             | :           | :   | :            | :                  | :                | :                 | :           | :               | :            | :             |                     | :    | :    |
| ZSKA Sofia           | :   | :                  | :             | :           | :   | :            | :                  | :                | :                 | :           | :               | :            | :             | :                   |      | :    |
| ZSKA 1948 Sofia      | :   | :                  | :             | :           | :   | :            | :                  | :                | :                 | :           | :               | :            | :             | :                   | :    |      |

## Platzierungsrunden

### Meisterschaftsrunde
Die vier bestplatzierten Vereine der regulären Saison erreichen die Meisterschaftsrunde, in der es neben der Meisterschaft auch um die internationalen Plätze im Europapokal geht. Der Meister qualifiziert sich für die erste Qualifikationsrunde zur Champions League und der Vizemeister erreicht die Qualifikationsrunden der Conference League. Der Drittplatzierte nimmt an den Conference-League-Playoffs teil.
Gespielt wird eine weitere Doppelrunde zwischen den vier Vereinen, wobei alle Ergebnisse aus der regulären Saison übertragen werden.

### UEFA-Conference-League-Runde
Die Teams auf den Plätzen 5 bis 8 der regulären Saison spielen eine weitere Doppelrunde untereinander aus, wobei alle Ergebnisse aus der Vorrunde übertragen werden. Der Sieger der Gruppe tritt gegen den Drittplatzierten aus der Meisterschaftsrunde an. Der Sieger aus diesem Spiel startet dann in der 2. Qualifikationsrunde der UEFA Conference League 2026/27.

### Abstiegsrunde
Die acht schlechtplatzierten Vereine der regulären Saison bilden eine Gruppe, wobei sie einmal untereinander ausspielen. Alle Ergebnisse aus der Vorrunde werden übertragen. Die Vereine auf Plätzen 9 bis 12 bleiben auch im nächsten Saison in die Parwa Liga. Der Verein auf Platz 13 trifft auf dem Zweiten der Wtora Liga in einem Relegationsspiel auf ihren Heimstadion. Die Vereine auf Plätzen 14 bis 16 steigen in die Wtora Liga ab. Der Sieger des Relegationsspiels qualifiziert sich für die Parwa liga, während der Verlierer in der Wtora liga spielen muss.